# АЭС Бельвиль
АЭС Бельвиль (фр. Centrale nucléaire de Belleville) — атомная электростанция, расположенная на территории коммуны Бельвиль-сюр-Луар в департаменте Шер и Сюри-пре-Лере, напротив Неви-сюр-Луар в департаменте Ньевр, на берегу Луары между Невером и Орлеаном (в 100 км ниже по течению).
АЭС имеет 2 энергоблока, оснащённых водо-водяными реакторами P4 компании Areva электрической мощностью 1363 МВт. Техническое водоснабжение осуществляется из Луары.
Персонал АЭС составляет около 620 сотрудников. Эксплуатирующей организацией станции является Électricité de France.

## Инциденты
В 1989 году на ряде энергоблоков АЭС Франции на базе PWR электрической мощностью 1300 МВт, разработанных компанией «Electricite de France» были обнаружены трещины в штуцерах импульсных трубок 25 мм на КД.
Дефекты, степень серьезности которых оценивается по уровню 2 шестибальной шкалы INES, имеются на всех проверенных блоках. В частности, на блоке №1 АЭС Бельвиль была обнаружена круговая трещина, которая могла привести к течи из 1-го контура.
Учитывая, что на АЭС с PWR мощностью 900 МВт, где импульсные трубки были сделаны из нержавеющей стали, таких дефектов не было, причиной дефектов в данном случае было признано межкристаллитное коррозионное растрескивание под напряжением трубок, сделанных из сплава «Инконель-600». Компания оперативно отремонтировала выявленные дефекты, а в ближайшие 2 года запланировала замену всех импульсных трубок на более надежные, сделанные из нержавеющей стали или сплава «Инконель-690».

## Информация об энергоблоках
| Энергоблок | Тип реакторов | Мощность | Мощность | Начало строительства | Подключение к сети | Ввод в эксплуатацию | Закрытие |
| Энергоблок | Тип реакторов | Чистый   | Брутто   | Начало строительства | Подключение к сети | Ввод в эксплуатацию | Закрытие |
| ---------- | ------------- | -------- | -------- | -------------------- | ------------------ | ------------------- | -------- |
| Бельвиль-1 | PWR (P'4)     | 1310 МВт | 1363 МВт | 01.05.1980           | 14.10.1987         | 01.06.1988          |          |
| Бельвиль-2 | PWR (P'4)     | 1310 МВт | 1363 МВт | 01.08.1980           | 06.07.1988         | 01.01.1989          |          |